# Югославія на зимових Паралімпійських іграх 1984
Югославія на зимових Паралімпійських іграх 1984 у Інсбруку, Австрія, була представлена 10 спортсменами

## Медалісти
Бронза
- Франц Комар - гірськолижний спорт